# Charles Kimbrough
Charles Kimbrough (Saint Paul, 23 maggio 1936 – Culver City, 11 gennaio 2023) è stato un attore e doppiatore statunitense.

## Biografia
Nel 1961 sposò Mary Jane Wilson, dalla quale ebbe un figlio, John; divorziarono nel 1991.
Nel 2002 sposò l'attrice Beth Howland, con la quale rimase fino alla morte di lei, avvenuta nel 2015. I due erano stati colleghi a Broadway nel 1970 in Company, per cui Kimbrough ottenne una candidatura al Tony Award al miglior attore non protagonista in un musical.
Tra il 1988 e il 2018 partecipò alla serie Murphy Brown.

## Filmografia parziale

### Attore

#### Cinema
- Il prestanome (The Front), regia di Martin Ritt (1976)
- Amarti a New York (It's My Turn), regia di Claudia Weill (1980)
- Cambio marito (Switching Channels), regia di Ted Kotcheff (1987)
- Prima o poi mi sposo (The Wedding Planner), regia di Adam Shankman (2001)
- Marci X, regia di Richard Benjamin (2003)

#### Televisione
- Murphy Brown – serie TV, 250 episodi (1988-2018)

### Doppiatore
- Il gobbo di Notre Dame (1996)
- Mignolo e Prof. - serie TV, 1 episodio (1998)
- Buzz Lightyear da Comando Stellare - Si parte! (2000)
- Il gobbo di Notre Dame II (2002)

## Doppiatori italiani
Nelle versioni in italiano delle opere in cui ha recitato, Charles Kimbrough è stato doppiato da:
- Sandro Pellegrini in Prima o poi mi sposo
- Sergio Di Stefano in Cambio marito
- Michele Kalamera in Murphy Brown (st. 1-4)
- Guido Ruberto in Ally McBeal

Da doppiatore è sostituito da:
- Sandro Pellegrini ne Il gobbo di Notre Dame, Il gobbo di Notre Dame II
- Michele Centonze ne Il gobbo di Notre Dame (parte cantata)
- Alessandro Rossi ne Il gobbo di Notre Dame II (parte cantata)
- Francesco Meoni in Buzz Lightyear da Comando Stellare - Si parte!